# Робертс (округ, Южная Дакота)
Округ Робертс (англ. Roberts County) располагается в штате Южная Дакота, США. Официально образован в 1883 году. По состоянию на 2010 год, численность населения составляла 10 149 человек.

## География
По данным Бюро переписи США, общая площадь округа равняется 2941 км2, из которых 2852 км2 суша и 88 км2 или 3,0 % это водоёмы.

## Население
По данным переписи населения 2000 года в округе проживает 10 016 жителей в составе 3 683 домашних хозяйств и 2 618 семей. Плотность населения составляет 4,00 человека на км2. На территории округа насчитывается 4 734 жилых строений, при плотности застройки около 2,00-х строений на км2. Расовый состав населения: белые — 68,29 %, афроамериканцы — 0,10 %, коренные американцы (индейцы) — 29,86 %, азиаты — 0,21 %, гавайцы — 0,00 %, представители других рас — 0,03 %, представители двух или более рас — 1,51 %. Испаноязычные составляли 0,63 % населения независимо от расы.
В составе 33,80 % из общего числа домашних хозяйств проживают дети в возрасте до 18 лет, 53,50 % домашних хозяйств представляют собой супружеские пары проживающие вместе, 11,80 % домашних хозяйств представляют собой одиноких женщин без супруга, 28,90 % домашних хозяйств не имеют отношения к семьям, 26,80 % домашних хозяйств состоят из одного человека, 12,40 % домашних хозяйств состоят из престарелых (65 лет и старше), проживающих в одиночестве. Средний размер домашнего хозяйства составляет 2,66 человека, и средний размер семьи 3,22 человека.
Возрастной состав округа: 30,00 % моложе 18 лет, 7,20 % от 18 до 24, 23,60 % от 25 до 44, 22,20 % от 45 до 64 и 22,20 % от 65 и старше. Средний возраст жителя округа 37 лет. На каждые 100 женщин приходится 98,80 мужчин. На каждые 100 женщин старше 18 лет приходится 98,20 мужчин.
Средний доход на домохозяйство в округе составлял 28 322 USD, на семью — 33 361 USD. Среднестатистический заработок мужчины был 25 516 USD против 19 464 USD для женщины. Доход на душу населения составлял 13 428 USD. Около 16,60 % семей и 22,10 % общего населения находились ниже черты бедности, в том числе — 30,10 % молодежи (тех, кому ещё не исполнилось 18 лет) и 17,40 % тех, кому было уже больше 65 лет.